# Bouguer (cratera marciana)
A cratera Bouguer é uma cratera de impacto no quadrângulo de Sinus Sabaeus em Marte, localizada a  
18.7º latitude sul e 332.8º longitude oeste. Ela possui um diâmetro de 107 km e foi nomeada em referência a Pierre Bouguer, um matemático, físico e hidrógrafo francês (1698-1758). Quando um cometa ou asteroide colide em alta velocidade contra a superfície de Marte ocorre a criação de uma cratera de impacto.

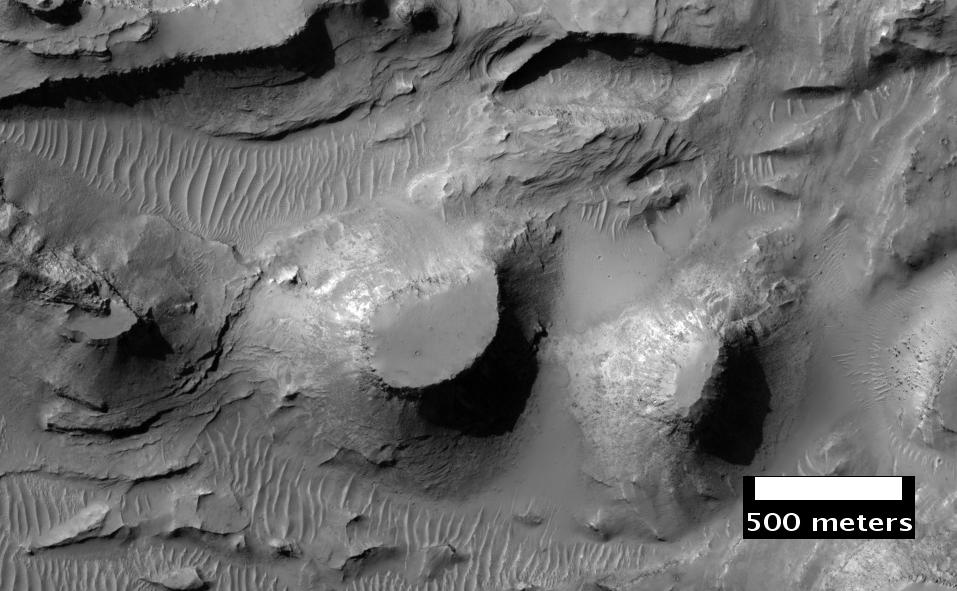
Imagem aproximada das camadas em depósitos erodidos no leito da cratera Bouguer, visto pela HiRISE.